# No Stress
Singles de Laurent Wolf
Another Brick
(2007) Wash My World
(2008)
No Stress est une chanson du DJ français Laurent Wolf, interprétée par le chanteur mauricien Eric Carter. Il s'agit de leur plus grand succès, No Stress étant devenu un énorme succès commercial en Europe.
C'est en France et en Belgique que le titre a rencontré le plus de succès, la chanson étant pour ces deux pays arrivée à la première place du Top 50 et est devenue n°1 des clubs.
À l'occasion des World Music Award 2008, la chanson est réenregistrée avec la chanteuse Anggun et apparaît dans la version indonésienne de son album Élévation. Il deviendra par la suite le 3e single de cet album.

## Clip vidéo
Le clip de No Stress met en scène Laurent Wolf en train de visionner des images de personnes sur leur lieu de travail. Au fur et à mesure du déroulement de la chanson, le stress monte chez les employés, qui finissent même par piquer de grosses crises d'énervement. Les images de ces employés sont en fait tirées d'une vidéo internet qui avait fait un gros buzz sur YouTube.

## Personnel
- Ecrit par Eric Rima, Jeremy Hills et Laurent Wolf
- Produit par Laurent Wolf
- Chanté par Éric Carter et Anggun
- Enregistré à Wolf Project Studio
- Artwork par csublime.com
- Publié par ATV / Sony Music Publishing France (Catalog Darkness)

## Liste des pistes
- CD single

| No | Titre     | Durée |
| -- | --------- | ----- |
| 1. | No Stress | 3:26  |

- CD maxi

| No | Titre                           | Durée |
| -- | ------------------------------- | ----- |
| 1. | No Stress (radio edit)          | 3:22  |
| 2. | No Stress (Anton Wick remix)    | 7:28  |
| 3. | No Stress (Ortega & Gold remix) | 7:09  |
| 4. | Columbia                        | 5:10  |

- 12" maxi

| No | Titre                                | Durée |
| -- | ------------------------------------ | ----- |
| 1. | No Stress (original club mix)        | 6:59  |
| 2. | No Stress (Anton Wick remix)         | 7:28  |
| 3. | No Stress (Ortega & Gold remix)      | 7:09  |
| 4. | No Stress (Anton Wick elektra remix) | 7:08  |

- Téléchargement Digital

| No | Titre                              | Durée |
| -- | ---------------------------------- | ----- |
| 1. | No Stress (Zen @ Acoustic version) | 3:26  |
| 2. | No Stress (radio edit)             | 3:21  |
| 3. | No Stress (Anton Wick remix)       | 7:29  |
| 4. | No Stress (Ortega & Gold remix)    | 3:08  |

## Classements et certifications
| Classement (2008–2009)                       | Meilleure position |
| -------------------------------------------- | ------------------ |
| Belgique (Flandre Ultratip 100)              | 12                 |
| Belgique (Flandre Ultratop 50 Singles)       | 1                  |
| Belgique (Flandre Ultratop 50 Dance)         | 3                  |
| Belgique (Wallonie Ultratip 50)              | 1                  |
| Belgique (Wallonie Ultratop 50 Singles)      | 1                  |
| Belgique (Wallonie Ultratop 40 Dance)        | 3                  |
| Danemark (Tracklisten)                       | 19                 |
| Europe (Eurochart Hot 100)                   | 7                  |
| France (Singles téléchargés)                 | 2                  |
| France (SNEP)                                | 1                  |
| France (Club 40)                             | 1                  |
| Hongrie (Dance Top 40 lista)                 | 1                  |
| Italie (FIMI)                                | 18                 |
| Pays-Bas (Nederlandse Top 40)                | 18                 |
| Pays-Bas (Single Top 100)                    | 10                 |
| République tchèque (Radio Top 100 Oficiální) | 4                  |
| Russie (Top 20)                              | 19                 |
| Slovaquie                                    | 43                 |
| Suède (Sverigetopplistan)                    | 26                 |
| Suisse (Schweizer Hitparade)                 | 7                  |
| Turquie (Türkiye Top 20)                     | 17                 |

| Classement (2010)                          | Meilleure position |
| ------------------------------------------ | ------------------ |
| Belgique (Flandre Back Catalogue Singles)  | 2                  |
| Belgique (Wallonie Back Catalogue Singles) | 4                  |

| Classement (2012) | Meilleure position |
| ----------------- | ------------------ |
| France (SNEP)     | 127                |

| Classement (2008)                            | Position |
| -------------------------------------------- | -------- |
| Belgique (Flandre Ultratop 50)               | 5        |
| Belgique (Wallonie Ultratop 50)              | 4        |
| Europe (Eurochart Hot 100)                   | 27       |
| France (Classements Radios)                  | 14       |
| France (Classements Singles)                 | 5        |
| France (Classements Téléchargements Singles) | 5        |
| Hongrie (Dance Top 40 lista)                 | 9        |
| Italie (FIMI)                                | 99       |
| Pays-Bas (Nederlandse Top 40)                | 93       |
| Pays-Bas (Single Top 100)                    | 81       |
| Suisse (Schweizer Hitparade)                 | 32       |

| Classement (2009)                      | Position |
| -------------------------------------- | -------- |
| Hongrie (Dance Top 40 lista)           | 26       |
| Hongrie (Rádiós Top 40 játszási lista) | 13       |

| Pays                            | Certification | Date            | Ventes certifiées |
| ------------------------------- | ------------- | --------------- | ----------------- |
| Belgique (Flandre Ultratop 50)  | Or            | 19 juillet 2008 | 20 000            |
| Belgique (Wallonie Ultratop 40) | Or            | 19 juillet 2008 | 20 000            |
| France (SNEP)                   | Argent        | 23 octobre 2008 | 100 000           |

### Média français

#### Classements hebdomadaires
En 2008, le titre a atteint la première place dans tous les différents support médiatique en France.
| Média Français                 | Meilleure position |
| ------------------------------ | ------------------ |
| France Club 40 Diffusion club  | 1                  |
| France Airplay Diffusion radio | 1                  |
| France Clip TV Diffusion clip  | 1                  |

#### Classements annuels
| Classement général 2008        | Position |
| ------------------------------ | -------- |
| France Club 40 Diffusion club  | 1        |
| France Airplay Diffusion radio | 14       |
| France Clip TV Diffusion clip  | 19       |